# Chuck Chapman
Charles Winston „Chuck” Chapman (ur. 21 kwietnia 1911 w Vancouver, zm. 6 marca 2002 w Victorii) – kanadyjski koszykarz srebrny medalista letnich igrzysk olimpijskich w Berlinie. Wystąpił w czterech spotkaniach.
Jego brat Art również wystąpił w tym turnieju.